# Palais Černín

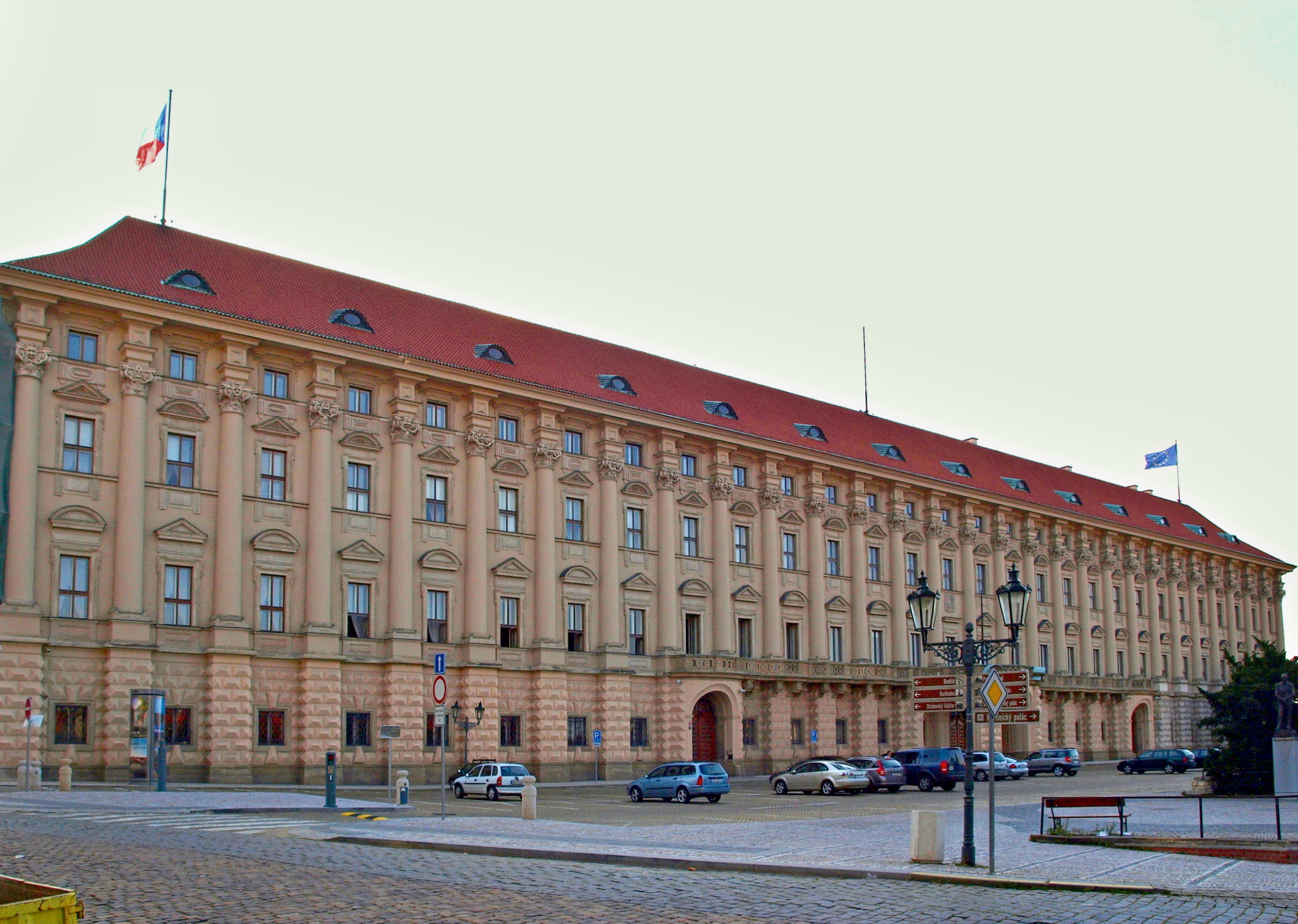
Palais Černín.

Le palais Černín (en tchèque : Černínský palác) est un palais baroque situé à Prague, en République tchèque. Le bâtiment s'élève à environ quatre cents mètres de l’entrée du château de Prague, sur la place Notre-Dame de Lorette dans le quartier de Hradcany.

## Historique
Dans les années 1660, la construction de l’édifice fait l'objet d’une commande du diplomate Humprecht Jan Černín de Chudenice (cs), ambassadeur impérial à Venise et à Rome.
Le palais, le plus grand des palais baroques de Prague, est depuis 1934 le siège du ministère des Affaires étrangères. À compter de mars 1939, à la suite de l'invasion allemande violant les accords de Munich, il accueille le siège du protectorat de Bohême-Moravie, et notamment les bureaux du Reichsprotektor en français : « protecteur (ou gouverneur) » Konstantin von Neurath de 1938 à 1943 et du Stellvertretender Reichsprotektor en français : « vice-protecteur (ou vice-gouverneur) » Reinhard Heydrich de 1941 à 1942, ainsi que de leurs successeurs respectifs jusqu'en 1945. 
Le palais, et ses jardins (Černínská zahrada (cs)), sont depuis le 3 mai 1958 protégés comme monument culturel.

## Galerie

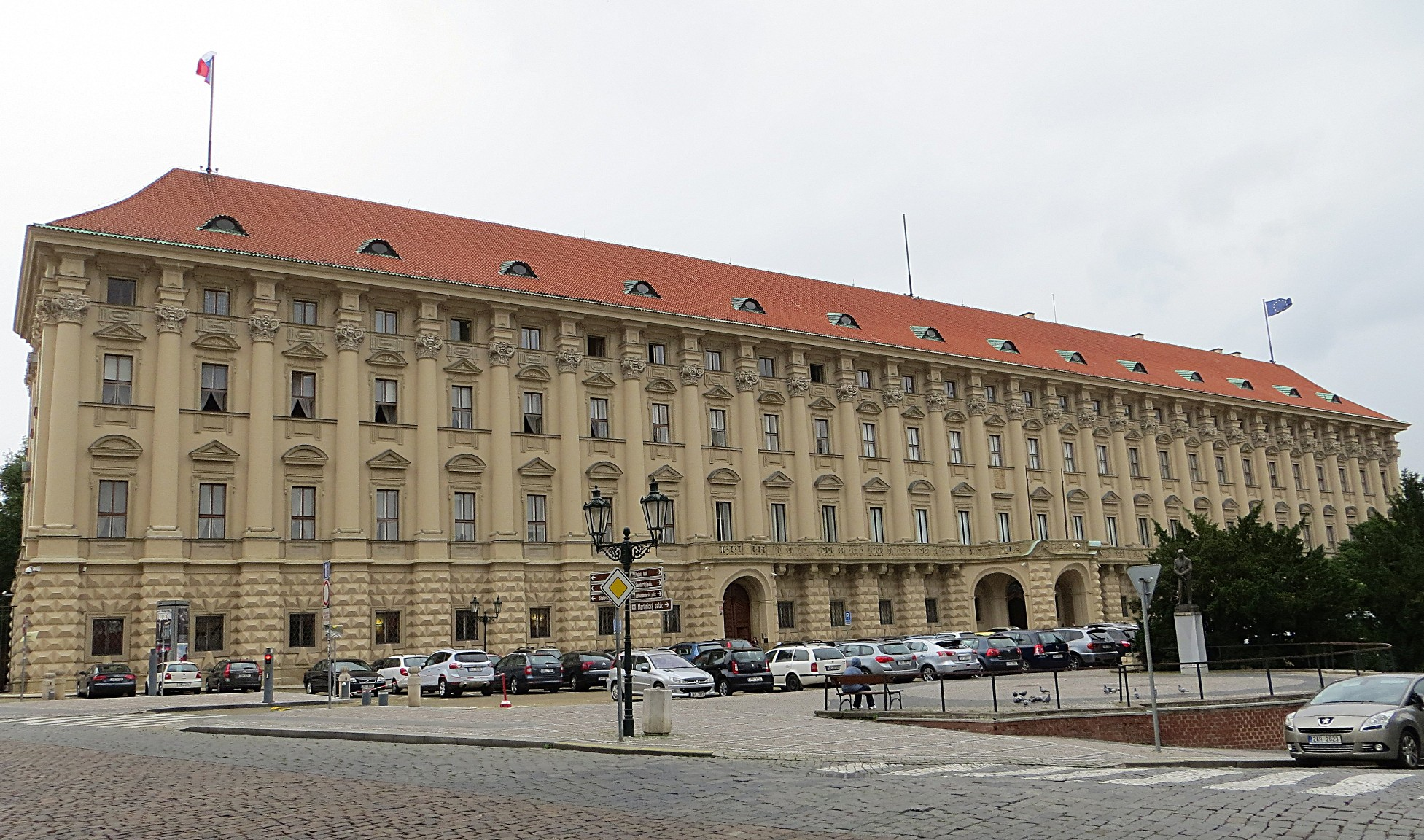
Façade
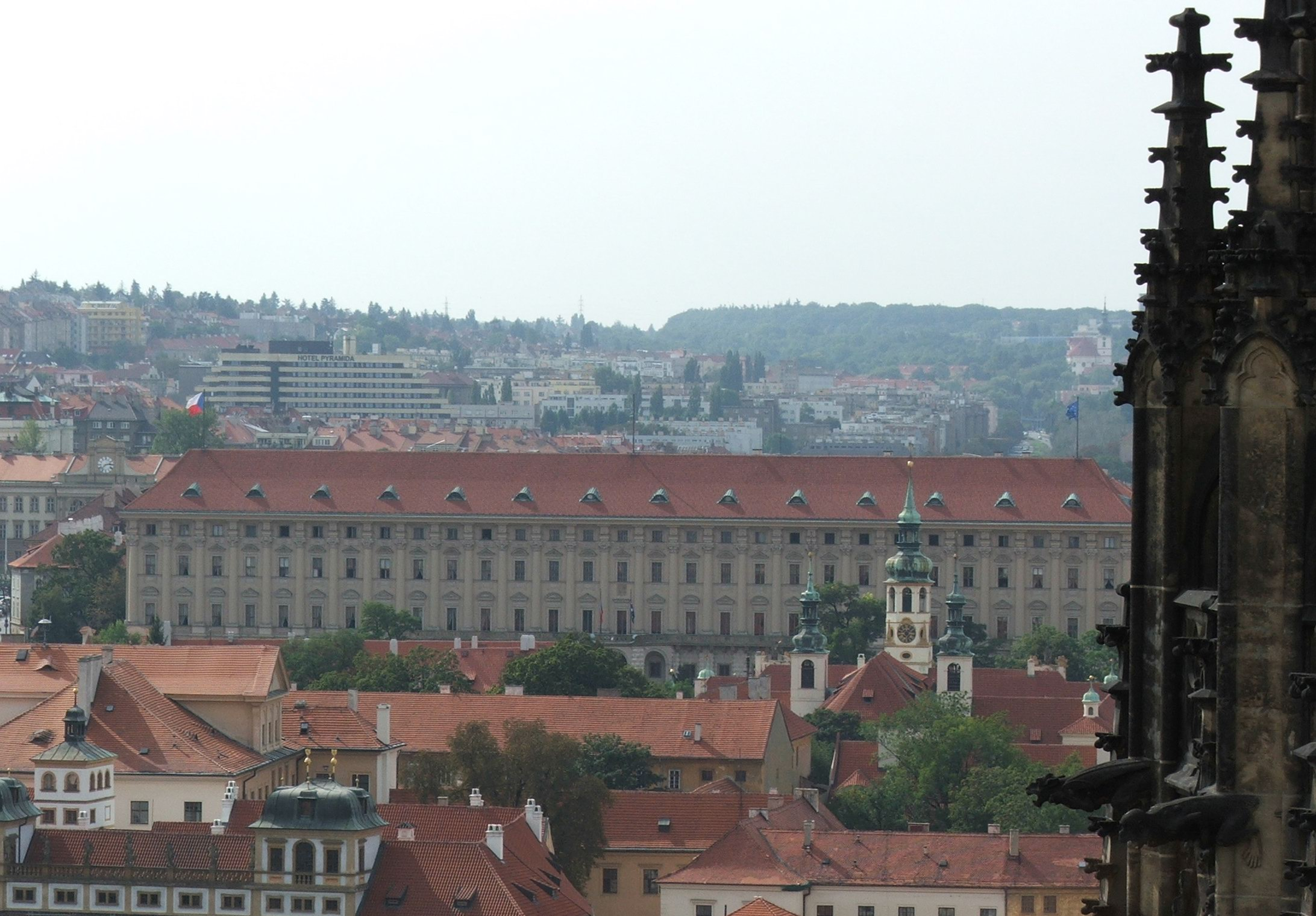
Vue panoramique
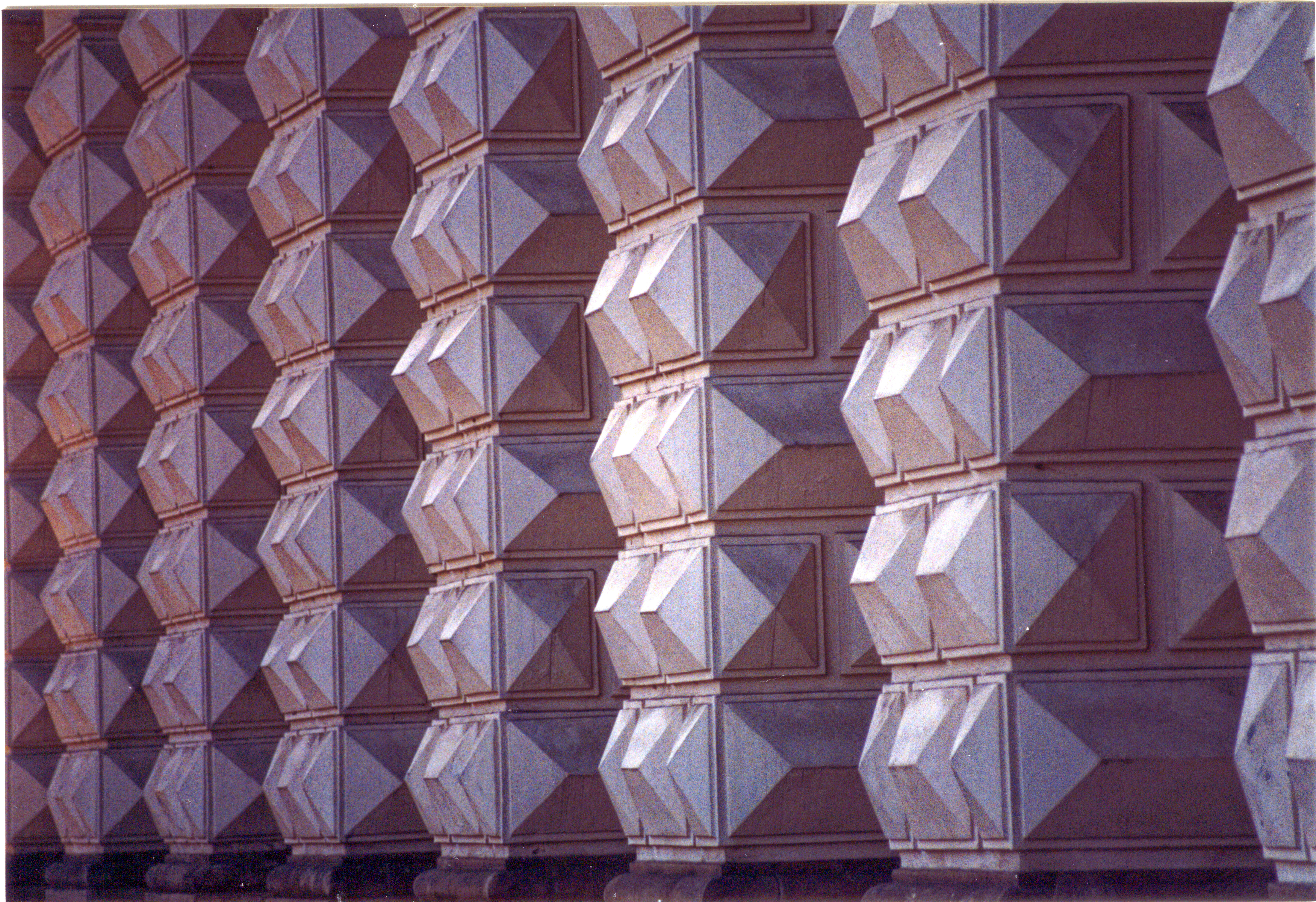
Bossages en pointe
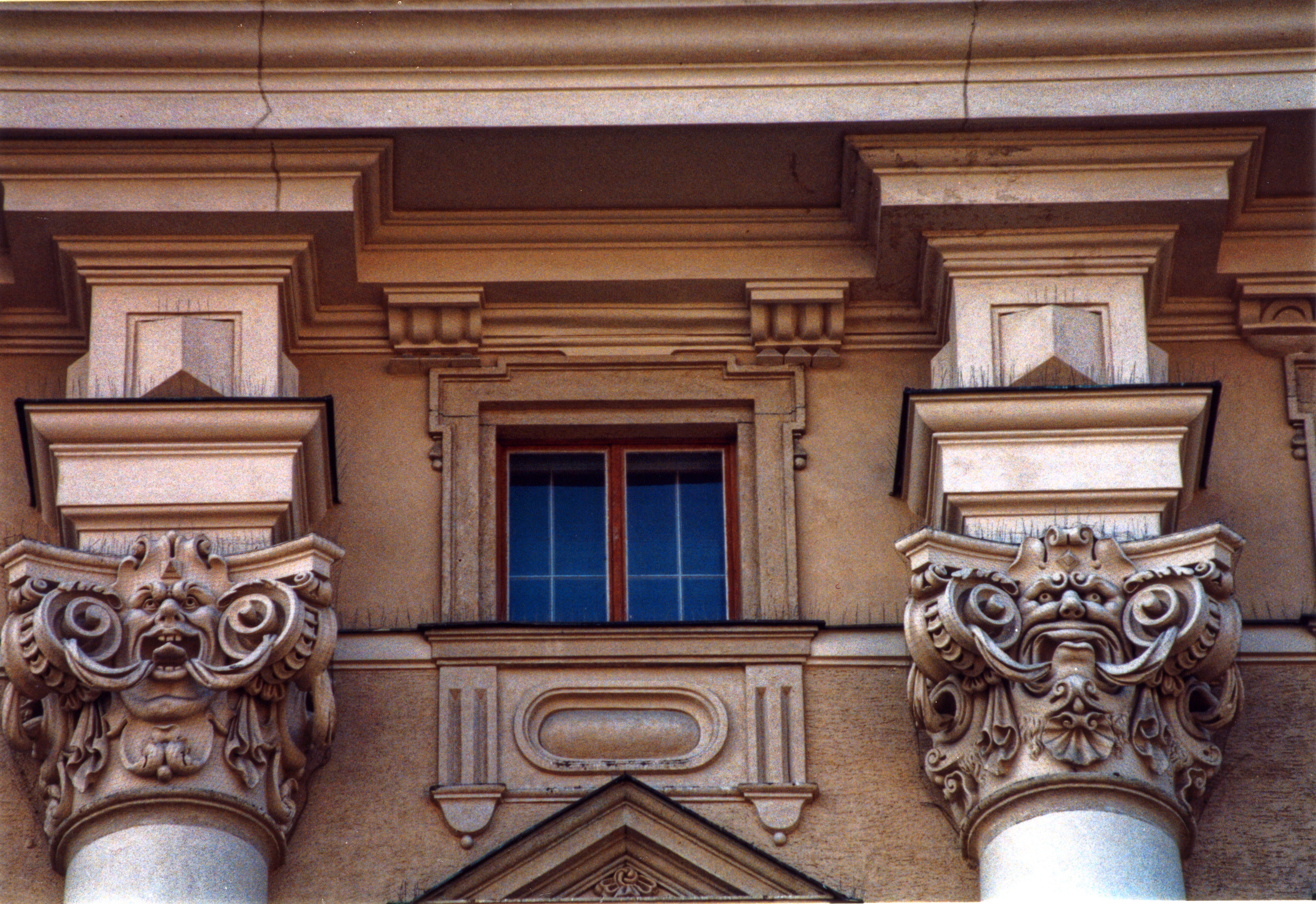
Détails